# Pierre-Ambroise Richebourg
Pour les articles homonymes, voir Richebourg.
Pierre-Ambroise Richebourg, né le 28 novembre 1810 à Paris 3e et mort le 25 décembre 1875 à Saint-Pierre-lès-Nemours, est un photographe français.
Souvent chargé de travaux officiels, il a photographié le Second Empire et la Commune de Paris.

## Biographie
Opticien de formation, intéressé par les techniques photographiques, Richebourg est formé à la photographie par l’ingénieur-opticien Vincent Chevalier. À la mort de ce dernier, il reprend la maison qu’il avait fondée sur le quai de l’Horloge, ce qui le met en relation, vers 1838. avec Louis Daguerre, dont il était le fournisseur.
Devenu l’élève de Daguerre, il se consacre exclusivement à l’étude et à la pratique de la photographie, alors une science nouvelle, qu’il a améliorée par divers procédés et appareils nouveaux, apportant également plusieurs améliorations de détail à la technique photographique.
Dès 1839, il donne les premières épreuves daguerriennes redressées par glaces parallèles et, deux ans après, il applique le premier l’industrie nouvelle à la reproduction des objets et des atomes au moyen du microscope solaire.
Pendant cinq ans, il prépare les leçons de photographie faites par Mathieu Orfila dans un cours de chimie à la Faculté de médecine de Paris. À partir de 1855, il photographie, pour le ministère de l’Agriculture et du commerce, les animaux qui remportaient les premiers prix aux concours annuels de Poissy, Chartres, et aux concours d’animaux reproducteurs à Paris, il participe au Concours universel agricole de 1856 de Paris, dont Nadar jeune est le photographe officiel, et obtient des résultats remarquables en représentant les types les plus distingués des races bovine, ovine et porcine, ainsi que des oiseaux de basse-cour, entre autres des poules de la race de Padoue. Ses épreuves positives directes sur verre ont pu servir de documents aux artistes chargés d’exécuter des dessins. Il a également reproduit par le procédé négatif les instruments aratoires qui ont été le plus re marqués à cette Exposition.
Dans les années 1840, il publie, des ouvrages techniques, ouvre un atelier et commercialise des photographies sur des thèmes très divers (thèmes scientifiques, nus et portraits). En 1852, il est l’un des premiers, à la suite des Recherches de Niépce de Saint-Victor, à s’occuper de la photographie sur verre ou sur collodion, et il a inventé plusieurs appareils adoptés de tous les praticiens.
Franc-maçon, il accueille favorablement la révolution de 1848, avant de se rallier au bonapartisme. Durant le Second Empire, il multiplie les commandes publiques et les missions de prestige, devenant un photographe officiel appelé pour immortaliser et diffuser les événements politiques (comme la visite de la reine Victoria en 1856) et familiaux (comme le baptême du prince impérial). Il reproduit ainsi, pour la ville de Paris : l’Album dédié à la reine d’Angleterre, le Berceau du Prince impérial, et autres sujets d’actualité. Il saisit également les résidences officielles et les bâtiments publics. En 1864, il réalise notamment 27 tirages de l’extérieur et de l’intérieur du palais de l'Élysée, alors utilisé comme résidence des souverains étrangers de passage à Paris. De même, il a exécuté une foule de portraits historiques.
En 1859, chargé d’illustrer un ouvrage de Théophile Gautier intitulé Trésors d’art de la Russie ancienne et moderne, il rejoint l’écrivain à Saint-Pétersbourg et réalise quatre planches de photographies, dont les premières photographies de Tsarskoïe Selo et de l’Ermitage. Il pourrait également être à l’origine d’un cliché de George Sand, de face se tenant les mains, parfois attribuée à Nadar, mais semblant antérieure à celles qui sont signées du nom de ce photographe car pris vers 1852. 
Auteur de plusieurs Opuscules élémentaires sur le daguerréotype, il a publié un Nouveau Manuel de photographie sur collodion. Il est également spécialiste de la photographie judiciaire, prenant notamment des vues de scènes de crimes et, le cas échéant, en tirant le portrait des criminels eux-mêmes.

## Publications scientifiques
- Nouveau Manuel de photographie sur collodion, Paris, Pollet, 1853, 16 p., in-8°) (OCLC 875134268, lire en ligne).

## Iconographie

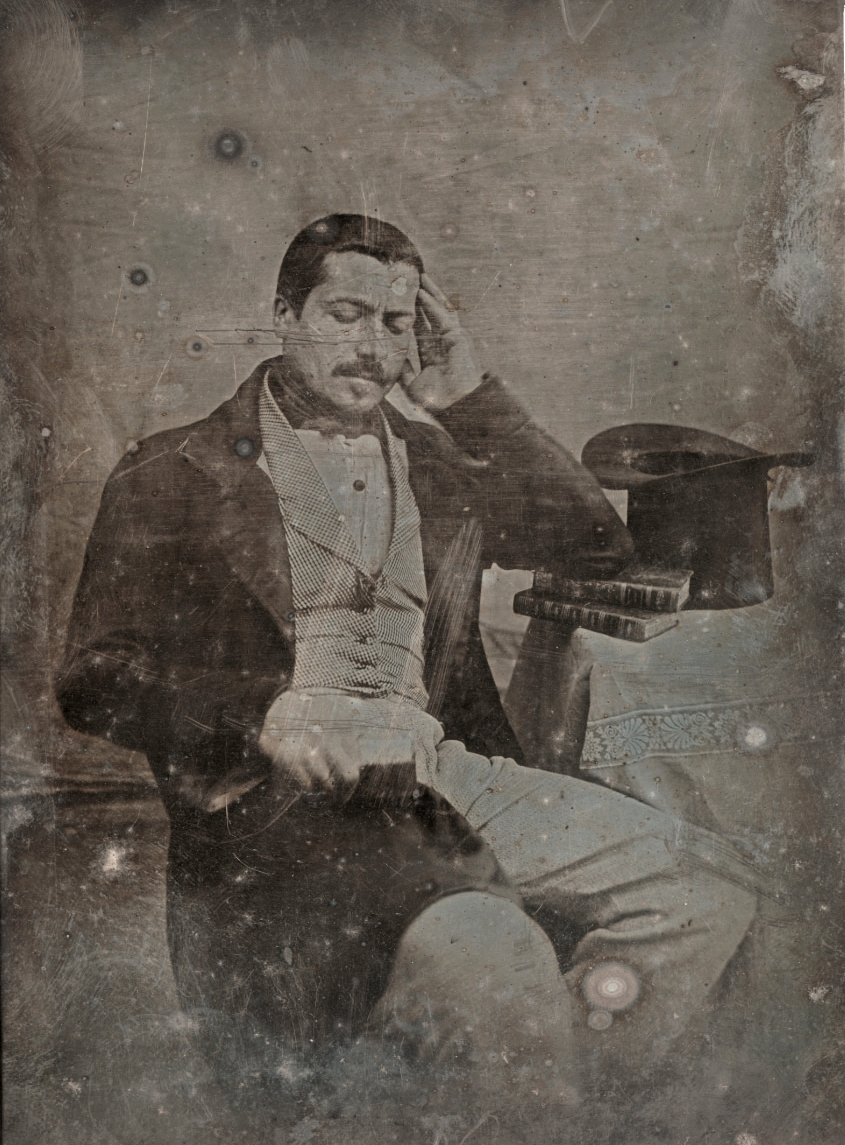
Autoportrait en sept minutes, daguerréotype, 1841
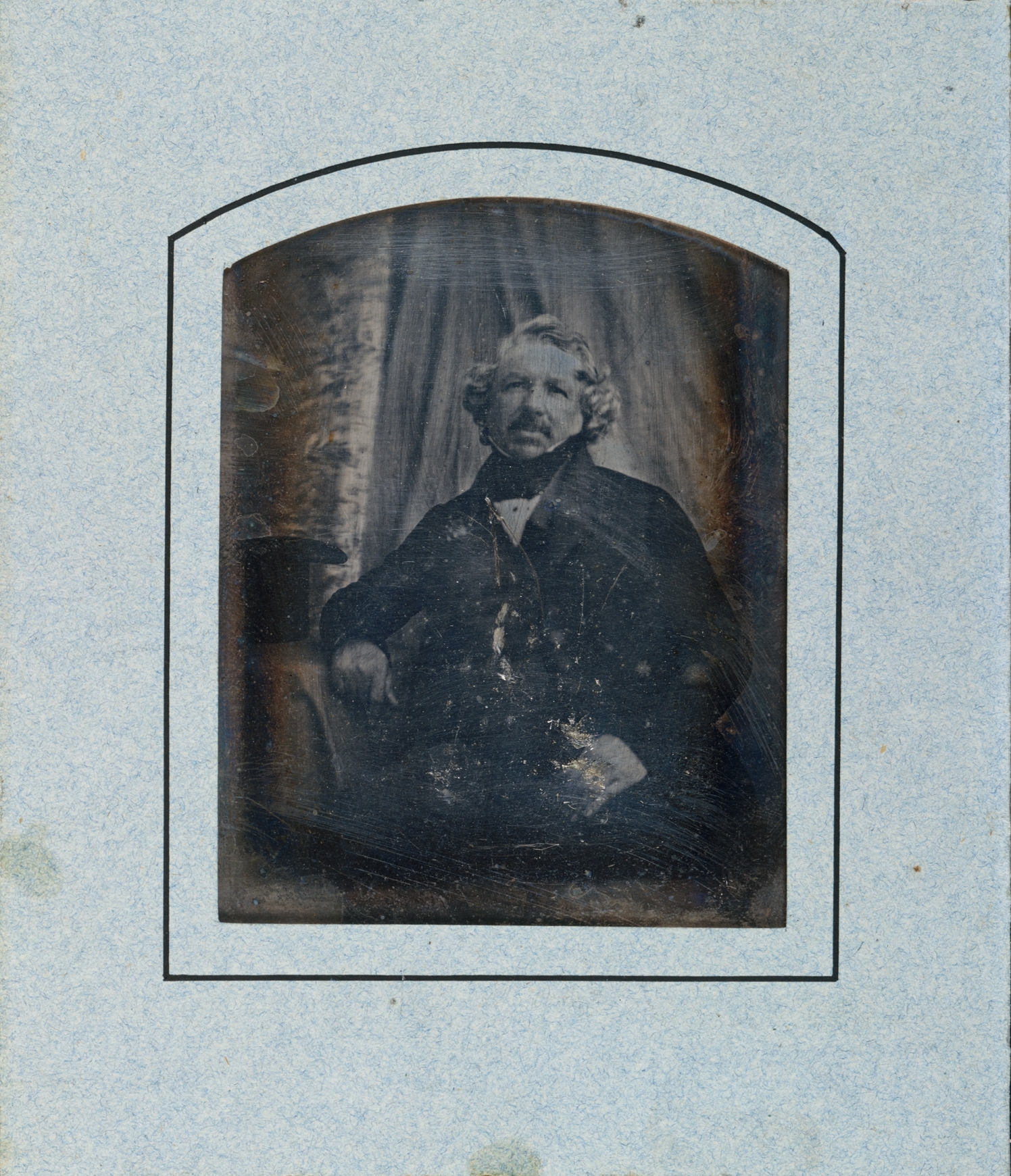
Daguerre, v. 1844
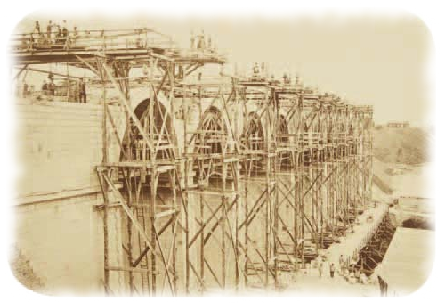
Viaduc de Laval, v. 1855
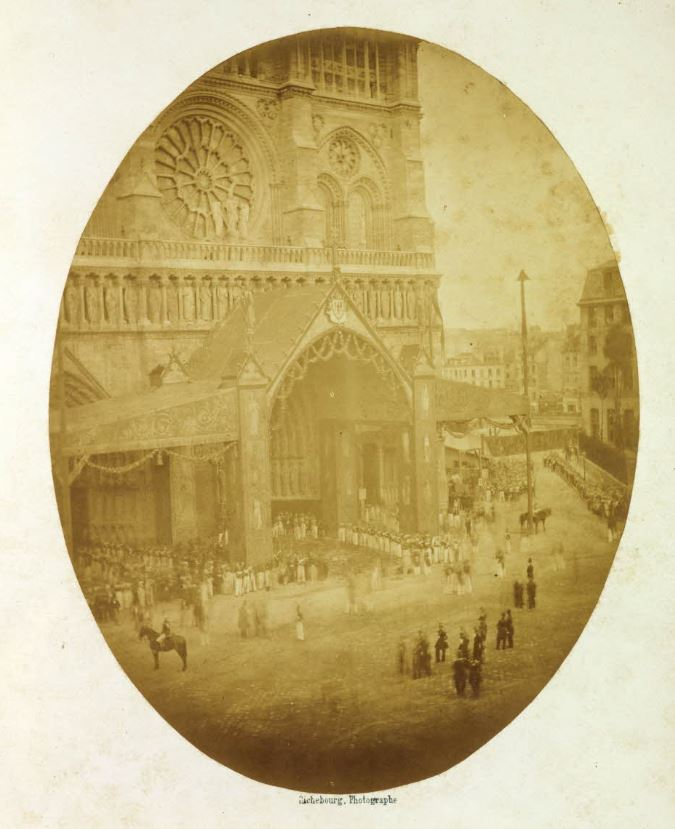
Notre-Dame de Paris, 1856
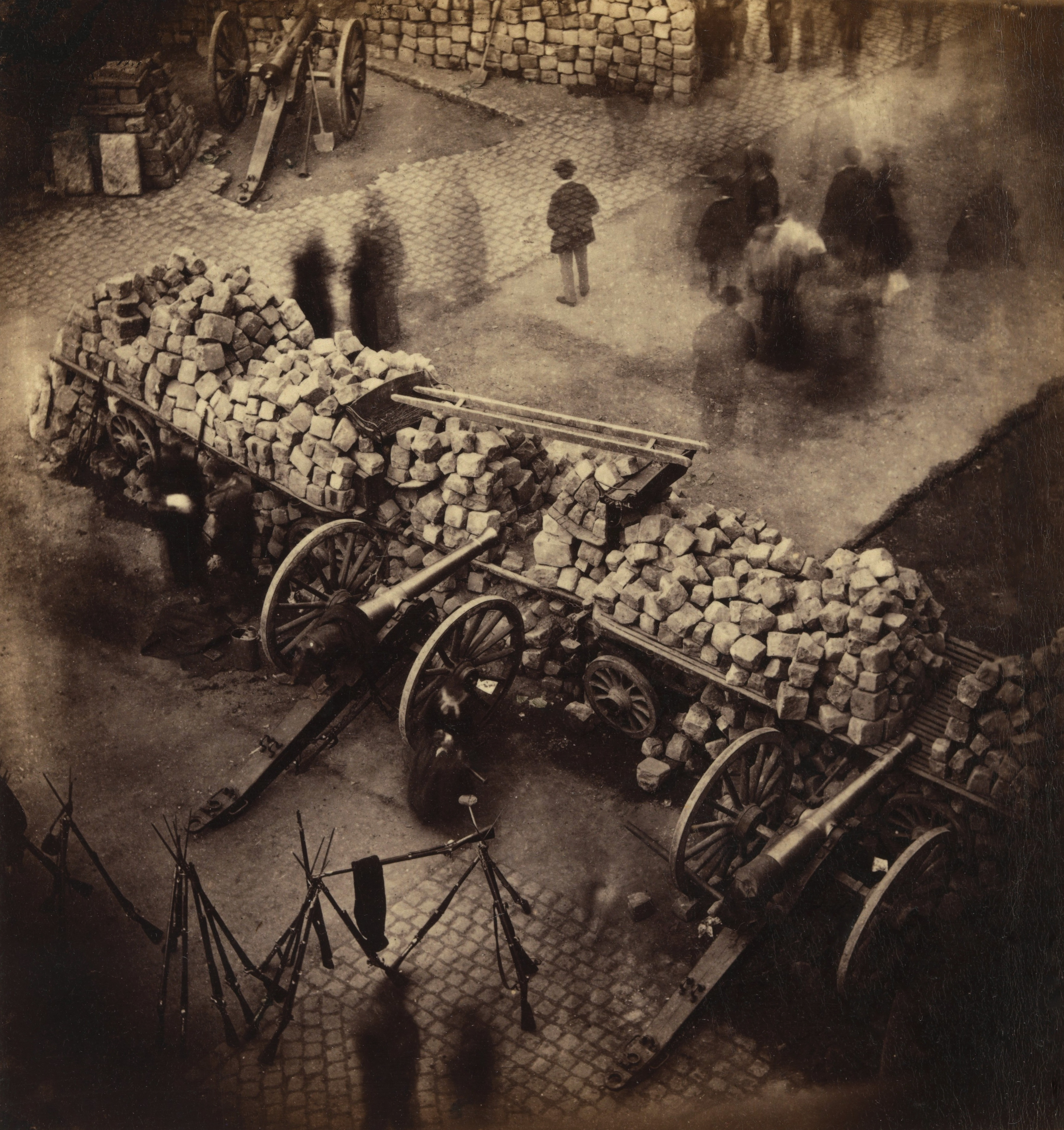
Barricade, Paris 1871